# Trinkulo (księżyc)
Trinkulo (Uran XXI) – mały, zewnętrzny księżyc Urana, poruszający się ruchem wstecznym. Został odkryty przez Matthew Holmana, Johna Kavelaarsa i Dana Milisavljevica 13 sierpnia 2001 roku za pomocą teleskopów naziemnych. Nazwa pochodzi od imienia błazna z Burzy Williama Szekspira.